# Miniera di Rosas

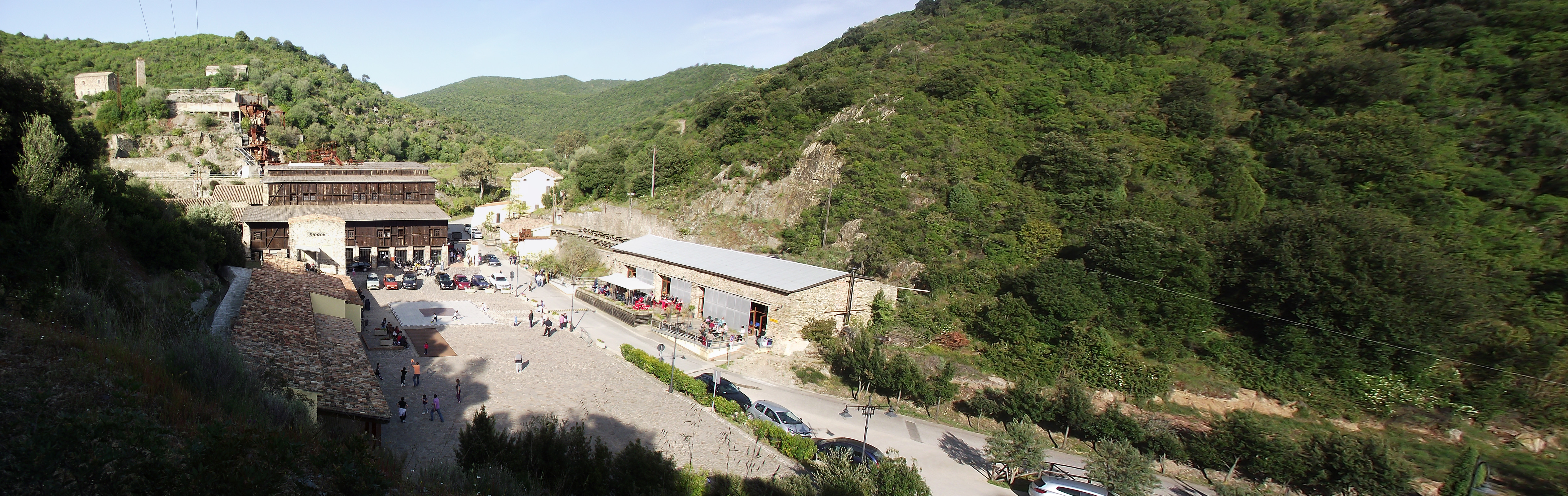
Vista delle strutture dell'ex miniera di Rosas, a pochi chilometri dalla frazione Terrubia di Narcao, recuperata a fini archeologici e turistici e aperta ai visitatori nel 2009.

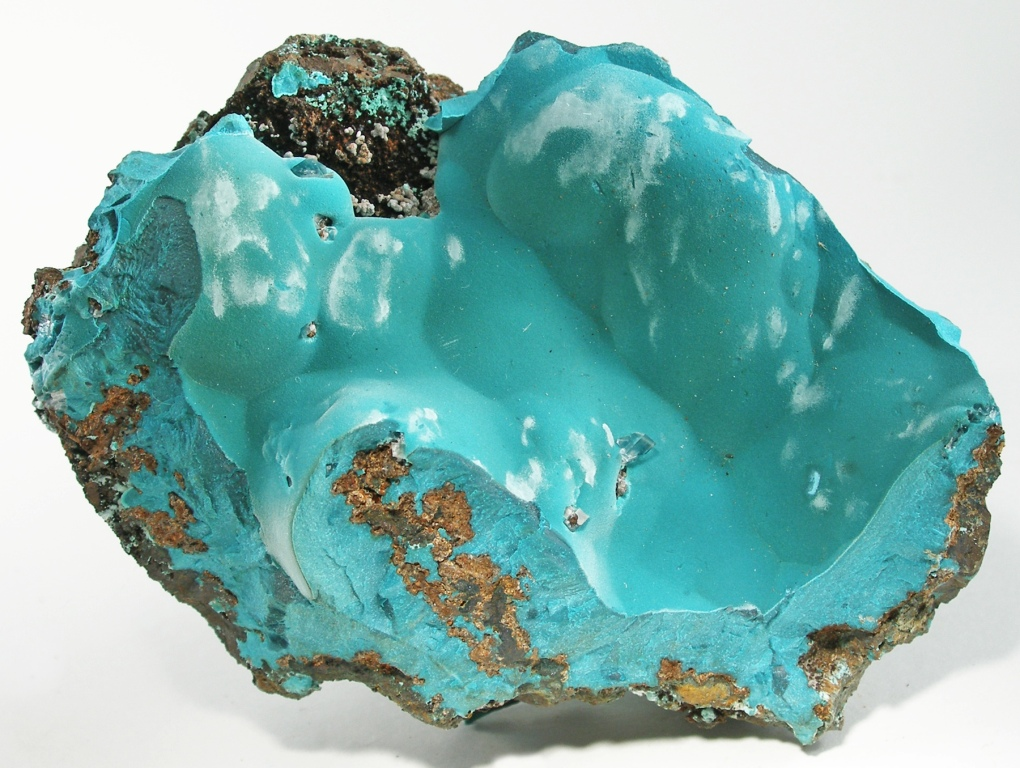
La rosasite è un minerale, un idrossicarbonato di rame e zinco, che prende il nome dalla miniera di Rosas

La miniera di Rosas, sorta sul giacimento di monte Rosas, ubicata nel territorio del comune sardo di Narcao, era una miniera attiva dal 1849 per l'estrazione prevalentemente di piombo e di zinco. Chiusa definitivamente nel 1980, è stata recuperata a fini archeologici e turistici e aperta ai visitatori nel 2009.
Da tale miniera ha preso il nome la rosasite, un minerale scoperto nel 1908 ad opera del geologo prof. Domenico Lovisato.

## Storia
Il 1800 fu un secolo caratterizzato da un forte impulso all’economia mineraria sarda per volontà della politica sabauda del Regno di Sardegna.
In particolare, il settore minerario sardo conobbe una forte crescita nel 1848, dopo che si realizzò la "perfetta fusione" tra la Sardegna e gli stati sardi di terraferma appartenenti ai Savoia. Uno degli effetti della fusione fu infatti l'estensione alla Sardegna della nuova legge mineraria del regno, emanata a Torino il 30 giugno 1840, che separava i diritti di sfruttamento del sottosuolo da quelli derivanti dalla proprietà del suolo.
Secondo la nuova legge, chiunque poteva richiedere l'autorizzazione ad effettuare ricerche minerarie; era richiesta l'autorizzazione scritta del proprietario del fondo su cui si intendeva svolgere la ricerca ma, se il proprietario del fondo si opponeva alla ricerca ed il rifiuto non era ritenuto adeguatamente argomentato, il Prefetto poteva procedere d'ufficio alla concessione dell'autorizzazione. L'unico obbligo che competeva al concessionario era quello di versare all'erario il 3 per cento del valore dei minerali estratti e di risarcire i proprietari dei fondi per i danni arrecati.
In questo contesto, nel 1832 Gasparo Perpignano individuò su un'altura nel comune di Narcao, denominata monte Rosas, un giacimento di piombo e zinco per cui chiese una concessione di estrazione. Dopo un permesso temporaneo ottenuto da Perpignano nel 1849, l'effettivo avvio dell'estrazione (inizialmente del solo piombo) si concretizzò nel 1851 quando Efisio Perpignano, figlio di Gasparo, ottenne la concessione definitiva all'utilizzo del sito che fu gestita con profitto per un decennio dalla "Società Anonima dell'Unione Miniere del Sulcis e del Sarrabus".
Successivamente la miniera fu gestita in modo altenenante da società francesi, inglesi e importanti esponenti dell’economia cagliaritana. 
Il 9 settembre 1898, la miniera di Rosas fu acquisita dalla “Société Anonyme Minìere” che diede un notevole impulso alla ricerca di ulteriori giacimenti, individuando nuovi filoni di scisto, diorite e quarzo, aumentò la produttività e avviò l’estrazione dei minerali di zinco, raggiungendo ad inizio '900 la fase maggiormente produttiva del sito.
Questa florida crescita delle attività di Rosas subì una battuta d’arresto tra il 1908 ed il 1910, quando una forte crisi colpì tutto il settore minerario. La proprietà passò prima all'ingegnere inglese Charles William Wright e successivamente alla “Società Miniere Domusnovas”.
All'inizio della prima guerra mondiale tutto il bacino minerario del Sulcis-Iglesiente entrò in una grave crisi, quando molte ditte, che erano riconducibili a Paesi aderenti alla paesi dell'intesa, cessarono la loro attività ed anche Rosas risentì della difficile situazione.
Ulteriori e successive crisi portarono la “Società Miniere Rosas” (ex “Società Miniere
Domusnovas”) a fondersi con l’AMMI SpA (Azienda Minerali Metallici Italiani che successivamente coinfluirà tramite ENI in SAMIM), che divenne quindi proprietaria della miniera di Rosas..
Il lento ma inesorabile declino che a partire dagli anni Settanta segnò buona parte dell’industria mineraria sarda non risparmiò Rosas: già nel 1970 l’AMMI cessò le attività di ricerca, dal 1978 si iniziò a trasferire i dipendenti negli impianti industriali di Portovesme o nelle miniere ancora attive nel sud della Sardegna, nel 1980 avvenne la definitiva chiusura e i dipendenti rimanenti furono collocati in cassa integrazione.

## Da miniera a ecomuseo: il recupero del complesso di Rosas
Dopo la fine delle attività nel 1980, l'ex miniera rimase per alcuni anni in stato di abbandono fino a quando, nel 1986, il sito fu rilevato a prezzo simbolico dal Comune di Narcao e venne avviato un processo di recupero e riconversione.
Venne così realizzata un'ecomuseo, aperto al pubblico nel 2009, finalizzato a preservare la memoria storica umana ed industriale ed offrire potenziali ritorni economici per il territorio grazie a forme di turismo ecosostenibile.